# A.C. Milan w sezonie 1939/1940

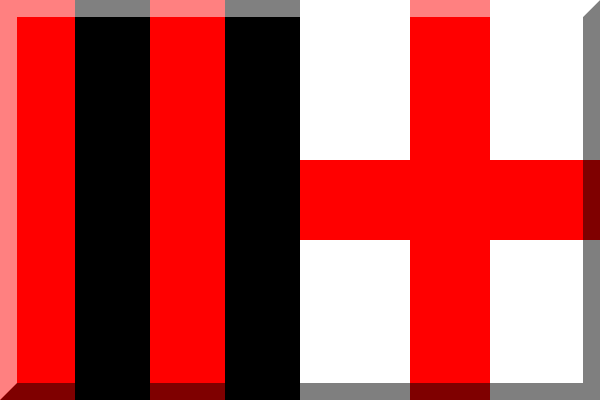
Klubowe barwy Milanu

Osiągnięcia piłkarskiego zespołu A.C. Milan w sezonie 1939/1940.

## Osiągnięcia
- Serie A: 8. miejsce
- Puchar Włoch: odpadnięcie w 1/8 finału

## Podstawowe dane
- Oficjalna nazwa klubu: Associazione Calcio Milano
- Siedziba klubu: Via G. Negri 8
- Boisko: San Siro
- Prezes klubu:  Achille Invernizzi
- Trener zespołu:  József Bánás[1]
- Kapitan drużyny:  Antonio Gino Bortoletti